# تظاهرات‌های حکومتی در ایران
این مقاله به بررسی تظاهرات‌هایی که با تبلیغات و تأیید نظام جمهوری اسلامی ایران برگزار می‌گردد یا از سوی هواداران نظام جمهوری اسلامی راه‌اندازی می‌شود، می‌پردازد.

## تظاهرات (هواداران حکومت جمهوری اسلامی) در ایران
اصل ۲۷ قانون اساسی جمهوری اسلامی ایران می‌گوید:
تشکیل اجتماعات و راه‌پیمایی‌ها، بدون حمل سلاح، به شرط آن که مخل به مبانی اسلام نباشد آزاد است.
اما در سال‌های پس از انقلاب (همانند پیش از آن) جز در موارد انگشت شمار مجوز برپایی راهپیمایی به احزاب داده نشده است.
با وجود عدم امکان برگزاری راهپیمایی از سوی نهادهای مدنی، سالانه چند تظاهرات رسمی از سوی نظام برگزار می‌گردد. این تظاهرات‌ها با سازماندهی حکومتی، ارائه کمک‌ها و تجهیزات دولتی و معمولاً با سخنرانی مقامات بلندپایه کشور انجام می‌گردد. گاهی استفاده از دانش آموزان و کارکنان دولت نیز در این تظاهرات‌ها مشاهده می‌شود.
غیر از این تظاهرات‌ها گاه هواداران نظام به صورت سازماندهی شده توسط گروه‌های موسوم به لباس شخصی اقدام به برپایی تظاهرات علیه مخالفان نظام می‌نمایند. با وجود اینکه این تظاهرات‌ها بدون مجوز و همراه با وارد آمدن آسیب به اموال و اشخاص همراه است، گزارش خاصی از برخورد با آنان صورت نگرفت.
حمله به منزل حسینعلی منتظری پس از سخنرانی ۱۳ رجب سال ۱۳۷۶ و حمله به اردوی دفتر تحکیم وحدت  از مهم‌ترین این تظاهرات‌ها و تجمعات است.
در صورت رخداد تظاهرات‌ها یا اغتشاشات گسترده در سطح کشور نهادهای حکومتی در پاسخ اقدام به راه اندازی راهپیمایی می‌نمایند. تظاهرات ۲۳ تیر ۱۳۷۸ و تظاهرات ۹ دی ( از جمله این موارد است.

## تظاهرات‌های سالانه

### روز قدس
این تظاهرات در آخرین جمعه ماه رمضان هر سال برگزار می‌گردد؛ و از سال ۱۳۵۹ به پیشنهاد سید روح‌الله خمینی صورت گرفته است. ابراهیم یزدی می‌گوید که وی پیشنهاد این تظاهرات را به سید روح‌الله خمینی داده بود.

### ۱۳ آبان
این تظاهرات در سالگرد حمله به سفارت آمریکا و گروگانگیری انجام می‌شود. این تظاهرات در دهه ۶۰ به ابتکار دانشجویان مسلمان پیرو خط امام که به جناح چپ ایران نزدیک تر بودند انجام می‌شد. با انشقاق و فاصله گرفتن دفتر تحکیم وحدت طیف علامه از نظام در سال‌های دهه ۸۰ عملاً برپایی این تظاهرات توسط آموزش و پرورش و سپاه است.

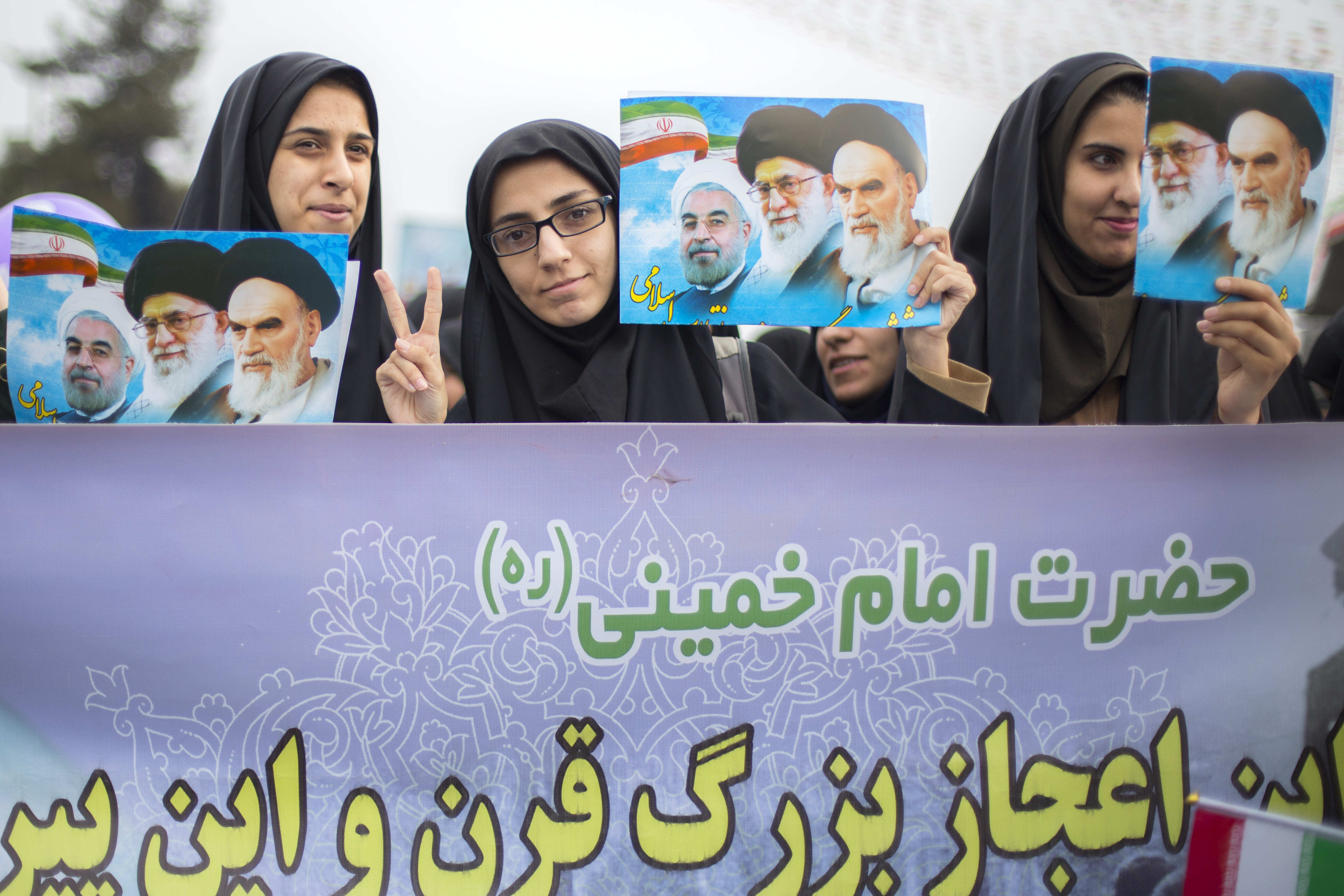
چند دختر جوان در راهپیمایی ۲۲ بهمن ماه در قم

### ۲۲ بهمن سال ۱۳۵۷
این تظاهرات به صورت سالانه و در سالگرد انقلاب ۱۳۵۷ ایران انجام می‌شود.

## تظاهرات‌ها و تجمعات لباس شخصی‌ها

### تظاهرات و حمله به منزل حسین‌علی منتظری
این تجمع و حمله به منزل وی پس از سخنرانی او در ۱۳ رجب سال ۱۳۷۵ و طرح انتقاداتی پیرامون حسینعلی منتظری صورت گرفت و پس از آن به حکم شورای عالی امنیت ملی جمهوری اسلامی ایران وقت که ریاستش بر عهده سید محمد خاتمی بود، وی در حصر خانگی قرار گرفت.

### حمله به اردوی دفتر تحکیم وحدت
این حمله و تظاهرات‌های پس از ان در سال ۱۳۷۹ علیه دفتر تحکیم وحدت و سخنرانی عبدالکریم سروش صورت گرفت.

### حمله به مهدی کروبی
به گفته هواداران جنبش سبز با سازماندهی اطلاعات و سپاه؛ هنگام سفر مهدی کروبی به قزوین عده‌ای به محل استقرار وی حمله کرده و به سوی خودرو او شلیک کردند.

### ۲۶ بهمن ۸۹
حامیان جمهوری اسلامی تظاهرات روز قبل جنبش سبز را محکوم و حتی عده ای خواهان اعدام موسوی و کروبی شدند. یکی از تظاهرکنندگان در مصاحبه با بیست و سی گفت: این‌ها قبلاً مرده‌اند انشاءالله دفنشان می‌کنیم تا بوی جنازه شان هم نیاید.

## انتخابات ریاست جمهوری ایران

### تظاهرات ۲۳ تیر ۱۳۷۸
در پی حمله به کوی دانشگاه تهران که به گفته دانشجویان توسط گروه‌های فشار و پلیس انجام شد، تهران برای چند روز شاهد درگیری و اعتراضات گسترده خیابانی بود. در پی این تظاهرات‌ها به نهادهای حکومتی تظاهراتی تحت عنوان محکومیت حمله به کوی و اغتشاشات پس از آن برگزار گردید.

### تظاهرات ۹ دی
پس از انتخابات ریاست جمهوری سال ۱۳۸۸، ایران و خصوصاً تهران برای چندین ماه عرصه تظاهرات‌های اعتراضی بود. اوج این اعتراضات در روز عاشورا صورت گرفت که به کشته شدن چند نفر و زخمی و دستگیر شدن تعداد دیگری انجامید. هواداران نظام، پس از آن با ادعای توهین به دین، مقدسات عاشورا و شکست حرمت امام حسین از سوی هواداران جنبش سبز، تظاهراتی را برگزار کردند. هواداران جنبش سبز این تظاهرات را اوج تلاش نظام برای راه اندازی تظاهرات سازماندهی شده نامیدند.

## اصطلاحات
ساندیس‌خور اصطلاحی است که پس از انتخابات ریاست‌جمهوری ۸۸ از سوی جنبش سبز به تظاهرکنندگانی اطلاق می‌شود که از سوی حکومت و برای حمایت از حکومت تظاهرات می‌کنند.
یک وبگاه نزدیک به حکومت ساندیس‌خور را به عنوان «اصطلاحی که از طرف منافقان و دشمنان به صاحبان اصلی انقلاب و امت حزب‌الله اطلاق شده است» تعریف می‌کند.
منشأ واژه به ادعاهای منابع جنبش سبز برمی‌گردد که طبق آن‌ها، در برخی از تظاهرات دولتی بین تظاهر کنندگان خوراکی‌هایی مانند ساندیس و تی‌تاپ و دیگر اغذیهٔ سرد توزیع می‌گردد.